# آشور-اوبالیت دوم
آشور-اوبالیت دوم (Aššur-uballiṭ II) آخرین پادشاه امپراتوری آشور بود. او در حران مابین سال‌های ۶۱۲ تا ۶۰۹ و ۶۰۵ پیش از میلاد حکومت کرد. وی توانسته به هنگام محاصرهٔ نینوا توسط نیروهای متحد ماد و بابل از آنجا بگریزد و جان سالم به در برد.

## زندگی‌نامه
پس از سقوط نینوا و ویران شدن آن در سال ۶۱۲ پ.م. قشون آشور-اوبالیت دوم در سایه اتحاد با مصر توانست برای مدت کوتاهی از حران دفاع کند و این شهر را حفظ نماید. سلاله مصر توسط آشوری‌ها منصوب شده بود. قشون مصری در سال ۶۱۰ پ. م طی نبرد حران شکست خورد و مجبور به بازگشت به مصر شد، به این ترتیب بابلی‌ها و مادها توانستند در سال ۶۰۹ پ.م. حران را تصرف و غارت کنند. آشور-اوبالیت دوم ناچار به کارکمیش پناه برد. آشور دوباره از مصر، مستعمره سابق آشور در شمال آفریقا درخواست کمک کرد و مصریان هم به کمک وی شتافتند. یوشیا، پادشاه یهودیه با بابلیان متحد شد و تلاش کرد که جلوی عبور قشون مصری تحت فرماندهی فرعون نخو دوم را در در تل مگیدو بگیرد. یوشیا در نبرد مگیدو (۶۰۹ پیش از میلاد) شکست خورد و در حین جنگ کشته شد. فرعون نخوی دوم و آشور-اوبالیت دوم به محاصره حران پرداختند (۶۰۸ پ. م)، ولی شکست خوردند و نیروهای فرعون مصر به سوریه شمالی عقب‌نشینی کردند. گویا آشور-اوبالیت دوم از پادشاهی اورارتو هم برای نجات دادن سلطنت خود یاری طلبیده بود، ولی در همان زمان مادی‌ها به اورارتو هجوم بردند و به پایتخت آن توشپا رسیدند و آن دولت را مطیع خود کردند. نیروهای متحد مصری-آشوری در نبرد کرکمیش با نیروهای متحد مادی-بابلی به فرماندهی نبوکدنصر دوم به جنگ پرداخته اما به سختی شکست خورده و عقب‌نشینی کردند. آشور-اوبالیت دوم بعد از آن از صفحه تاریخ محو می‌شود و پادشاهی آشور با ناپدید شدن وی خاتمه پیدا می‌کند. نام لیموها تا پایان حکومت آشور-اوبالیت دوم ادامه پیدا می‌کند. سال ۶۰۹ پ. م را آخرین سال حکومت وی می‌دانند (سال: Gargamišayu, the Carchemishite). این احتمال وجود دارد که وی در این دومین محاصره شهر حران در ۶۰۸ پ.م. کشته شده باشد، البته این فقط یک احتمال است. همچنین این احتمال هم وجود دارد که جان به در برده باشد و در جریان آخرین شکست مصری-آشوری در نبرد کرکمیش در ۶۰۵ پ.م. شرکت کرده باشد. در هر صورت وی دیگر نتوانست به سلطنت خود ادامه دهد. این مسئله روشن است که وی از اعضای خانواده سلطنتی آشور بوده‌است و نیز این مسئله که قبل از اینکه شاه شود، فرمانده کل قشون بوده‌است، ولی برخی‌ها در این مورد که آشور-اوبالیت دوم برادر سین-شر-ایشکون بوده -فردی که از ۶۲۳ تا ۶۱۲ پ.م. پادشاه آشور بوده‌است- شک دارند. وی نام خود را از یکی از پادشاهان پیشین آشور به نام آشور-اوبالیت یکم گرفته بوده‌است.